# Plaza de la República (Roma)

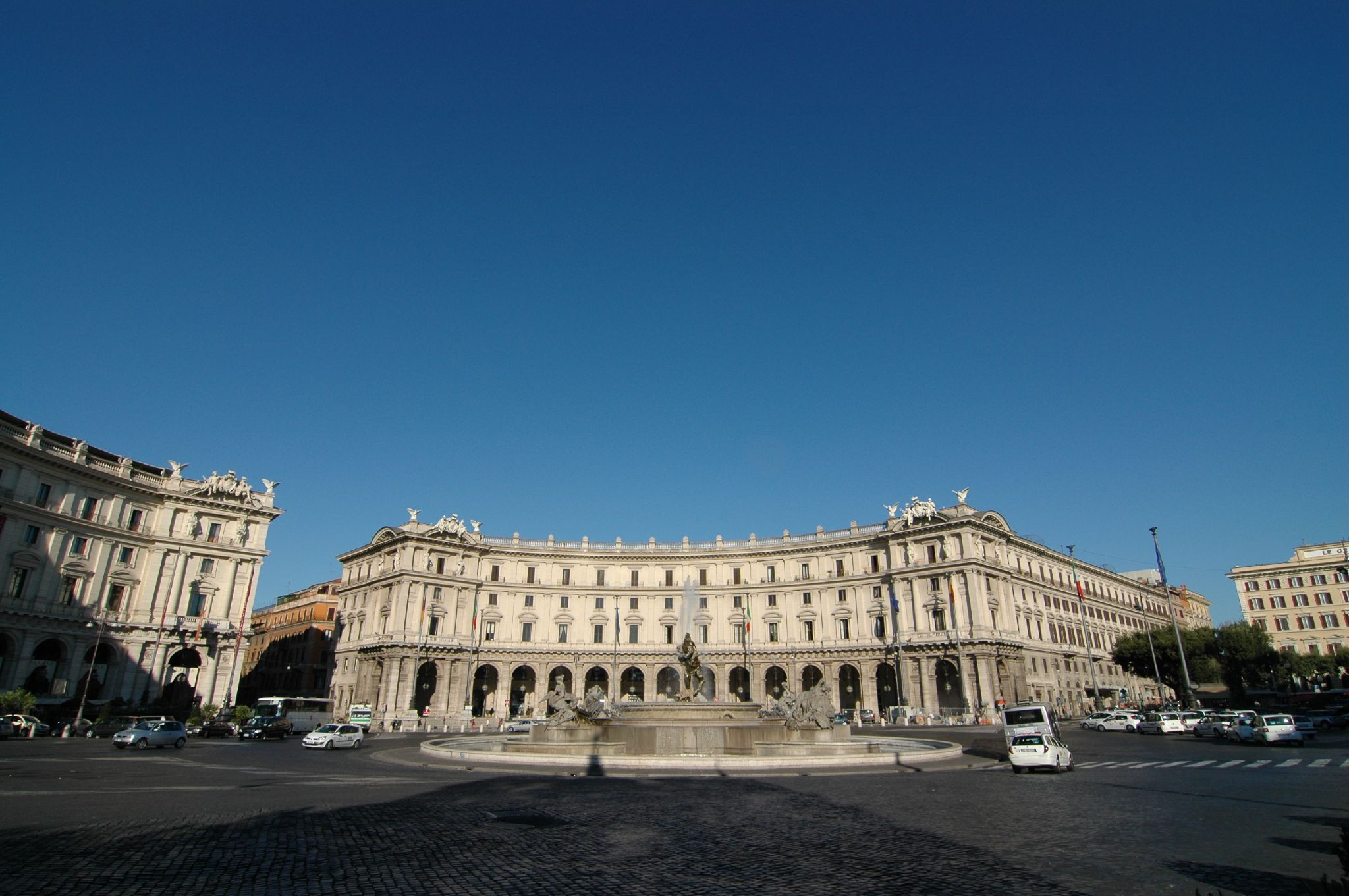
Plaza de la República

La plaza de la República de Roma, Piazza della Repubblica en italiano, es una plaza semicircular situada en las cercanías de la Estación de Roma Termini. A su alrededor se encuentran la famosa Basílica de Santa María de los Ángeles y los Mártires, la cual está integrada en parte de lo que fueron las Termas de Diocleciano.
Es un importante nudo de comunicaciones de la ciudad, pues de ella parte la Via Nazionale, que comunica el área de la estación central con la de Piazza Venezia. Aparte se encuentra en ella la estación de metro de Roma Repubblica - Teatro dell’Opera.
Antiguamente era conocida como plaza de la Exedra, por haber sido construida encima del antiguo emplazamiento de la exedra del edificio hecho en tiempos de Diocleciano. Los pórticos alrededor de la plaza fueron construidos en el siglo XIX por Gaetano Koch en memoria de las antiguas construcciones que se hallaban en el lugar. Por el contrario, la Basílica se construyó aprovechando un ala de las propias Termas.

## Fuente de las Náyades

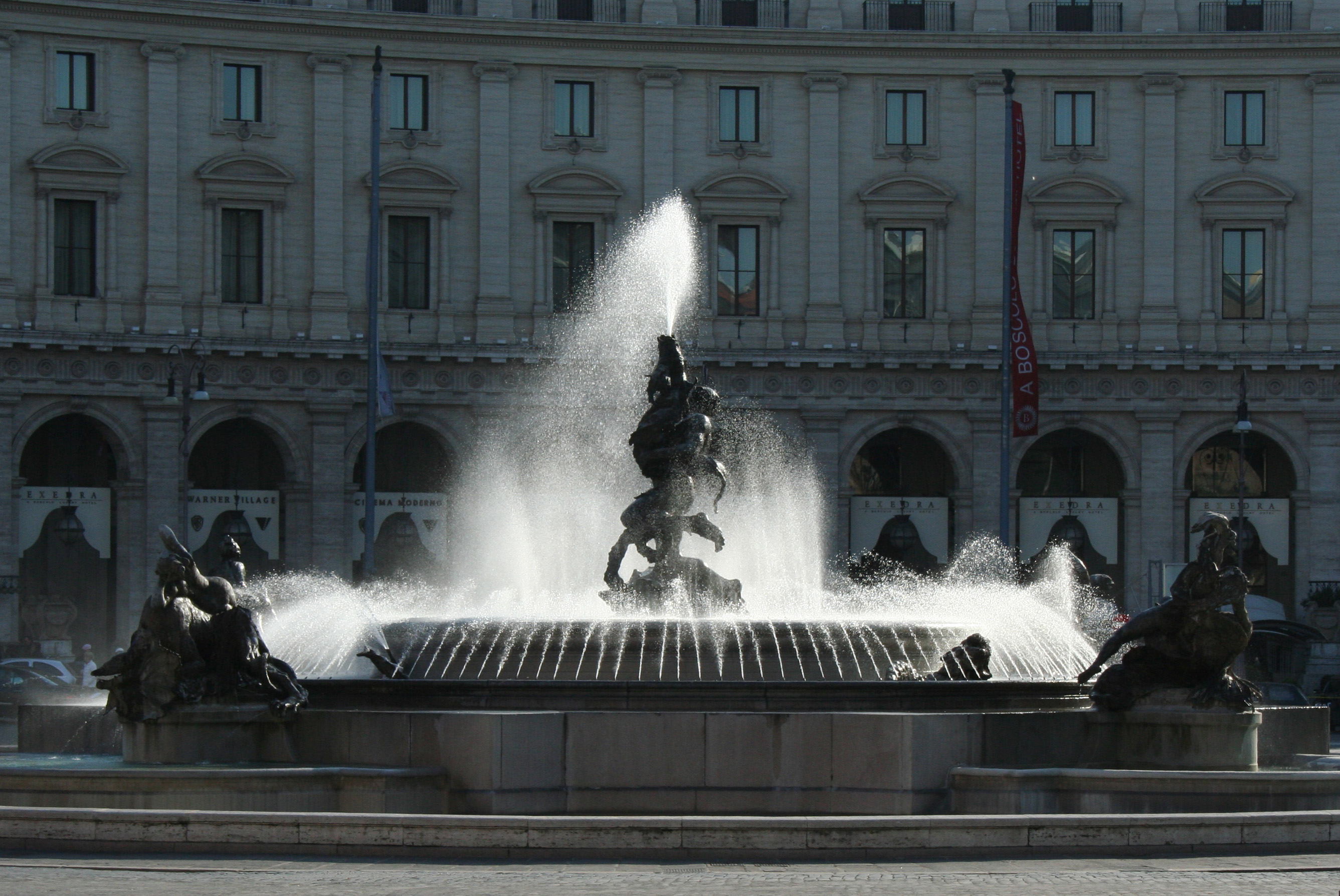
Fuente de las Náyades

La fuente de esta plaza era antiguamente parte del acueducto de Aqua Marcia. Su construcción se inició por orden de Pío IX en 1870 y fue finalizada en 1888. Originalmente había cuatro leones de yeso diseñados por Alessandro Guerrieri, que fueron sustituidos en 1901 por las esculturas de las náyades realizadas por Mario Rutelli.
Las náyades representadas son la Ninfa de los Lagos (sosteniendo un cisne), la Ninfa de Los Ríos (estirada sobre un monstruo de río), la Ninfa de los Mares (montada sobre un caballo que simboliza el mar) y la Ninfa de las Aguas Subterráneas (inclinada sobre un extraño dragón). En el centro se encuentra el grupo Glauco que simboliza el triunfo de la Humanidad sobre la Naturaleza.